# Christer Åsberg
Ulf Allan Christer Åsberg, född 7 oktober 1940, död 16 juni 2020 i Uppsala domkyrkodistrikt, var en svensk litteraturvetare och bibelöversättare.

## Verksamhet
Christer Åsberg var huvudsekreterare i Bibelkommissionen som arbetade med nyöversättningen av Bibeln från 1970-talet och fram till 2001. Åsberg, som hade licentiatexamen i litteraturhistoria, blev teologie hedersdoktor vid Uppsala universitet 1982 och fick professors namn 2000. 
Han skrev många uppsatser om bibelöversättning, medverkade som bibelexpert i Nationalencyklopedin och i Strindbergsutgivningen och redigerade God och nyttig läsning. Om Gamla testamentets apokryfer (1988) och Språket i bibeln - bibeln i språket (1991). Tillsammans med Bertil Albrektson skrev han Det nya Gamla testamentet. Från forntida hebreiska till nutida svenska (1996). 
Åsberg var ordförande i Karlfeldtsamfundet 2001–2008 och skrev flera uppsatser om Erik Axel Karlfeldt. Han redigerade Kring Siljan och Sångs. Erik Axel Karlfeldt och Leksandsbygden (2002). Under titeln Till bönder och till lärde män utgav han 2004 ett kommenterat urval av Karlfeldts tal med en inledning av Kurt Johannesson. 2019 utkom en samling av Åsbergs Karlfeldt-studier: En vän i vind och skymning : uppsatser och föredrag från två decennier med Karlfeldt. 
Tillsammans med kompositören Robert Sund skrev han oratoriet Resan till Nineve, byggt på Jonas bok i Gamla testamentet, som framfördes i svenska, danska och engelska katedraler 1995 och 2001. Han utgav historiken Tid med teater. Upsala Stadsteater under 50 år (2001)  och jubileumsboken En orkester av röster. Orphei Drängar 150 år (2003).
Åsberg undervisade även i retorik och redigerade Retoriska frågor. Texter om tal från Quintilianus till Clinton (1995). Tillsammans med Hans Schröder och Tore Frängsmyr utgav han fotoboken Upptäck Uppsala (1998).
Christer Åsberg är begravd på Uppsala gamla kyrkogård.

## Utmärkelser
- 1998 – Olrogstipendiet för sin medverkan i Cabaret Olrog med Ulf Peder Olrogs visor [7]
- 2000 – Alf Henrikson-priset för sin dagsvers i Dagens Nyheter och Upsala Nya Tidning [8]
- 2007 – Ärkebiskopens Stefansmedalj [9]
- 2008 – Ida Bäckmans stipendium från Svenska Akademien [10]
- 2010 – Arguspriset från Kungliga humanistiska vetenskapssamfundet i Uppsala [11]
- 2013 – Torgny Segerstedts kulturstipendium [12]
- 2018 – Karlfeldtpriset [13]